# Беллингхем (Вашингтон)
Бе́ллингхем (англ. Bellingham /ˈbɛlɪŋhæm/) — самый крупный город и центр округа Уотком штата Вашингтон. С населением 92,314 тысяч жителей (2019) это 13-й по величине город штата и 5-й по величине метрополитенского района после Сиэтла — Такомы, северной части Портленда, Спокана и Трёх городов. Границы города включают бывшие города Фэрхейвен, Уотком, Сихом и Беллингхем.
Город славится своим удобным расположением рядом с популярными у туристов островами Сан-Хуан и северной частью Каскадных гор и близостью к многонациональным Сиэтлу и Ванкуверу. Также Беллингхем известен большим числом туристов и скупщиков из Канады, ежедневно приезжающих сюда за относительно дешевым топливом, авиабилетами и другими товарами. Цены на самые популярные товары и чеки в ресторанах Беллингхема одни из самых высоких в США, но пока зачастую ниже, чем в Канаде[значимость факта?].

## История
Название города дано по заливу, на берегах которого он расположен. Джордж Ванкувер, посетивший этот район в 1792 году, назвал этот залив в честь сэра Уильяма Беллингхема, руководителя продуктового снабжения ВМФ Великобритании.
До колонизации Северной Америки европейцами в районе Беллингхема обитали индейцы салиш из племён Лами и близких к ним. Первые белокожие колонисты прибыли сюда в 1854 году. В 1858 году началась золотая лихорадка Каньона Фрезер, что привело к движению от Калифорнии на север тысяч горнорабочих, владельцев мелких магазинов и мошенников. Уотком (первое название Беллингхема) мгновенно вырос из маленького промышленного посёлка на северо-западе до морского порта и базового пункта Тропы Уотком, пролегавшей к золотым приискам каньона Фрезер и использовавшейся для открытого неповиновения губернатору Джеймсу Дугласу, принявшему закон о въезде в «золотую» колонию только через город Виктория в Британской Колумбии.
С середины XIX в. до середины XX в. в районе Беллингхема добывался уголь. Генри Родер открыл залежи угля на северо-восточном берегу залива Беллингхем, и в 1854 г. группа инвесторов из Сан-Франциско учредила Угольную Компанию залива Беллингхем. Шахты протянулись на сотни километров и проникли на глубину до 350 м. Они спускались к заливу в юго-западном направлении по обеим сторонам Скваликум-Крик, района площадью в несколько квадратных километров. На максимуме добычи в 1920-е гг. на руднике были заняты примерно 350 шахтёров, выдававших более 200 тыс. тонн угля в год. Он был закрыт в 1955 г.
Беллингхем был официально основан 4 ноября 1903 г. как результат процесса слияния четырёх поселений, изначально в последние десятилетия XIX в. расположенных по берегам залива Беллингхем.

## Климат

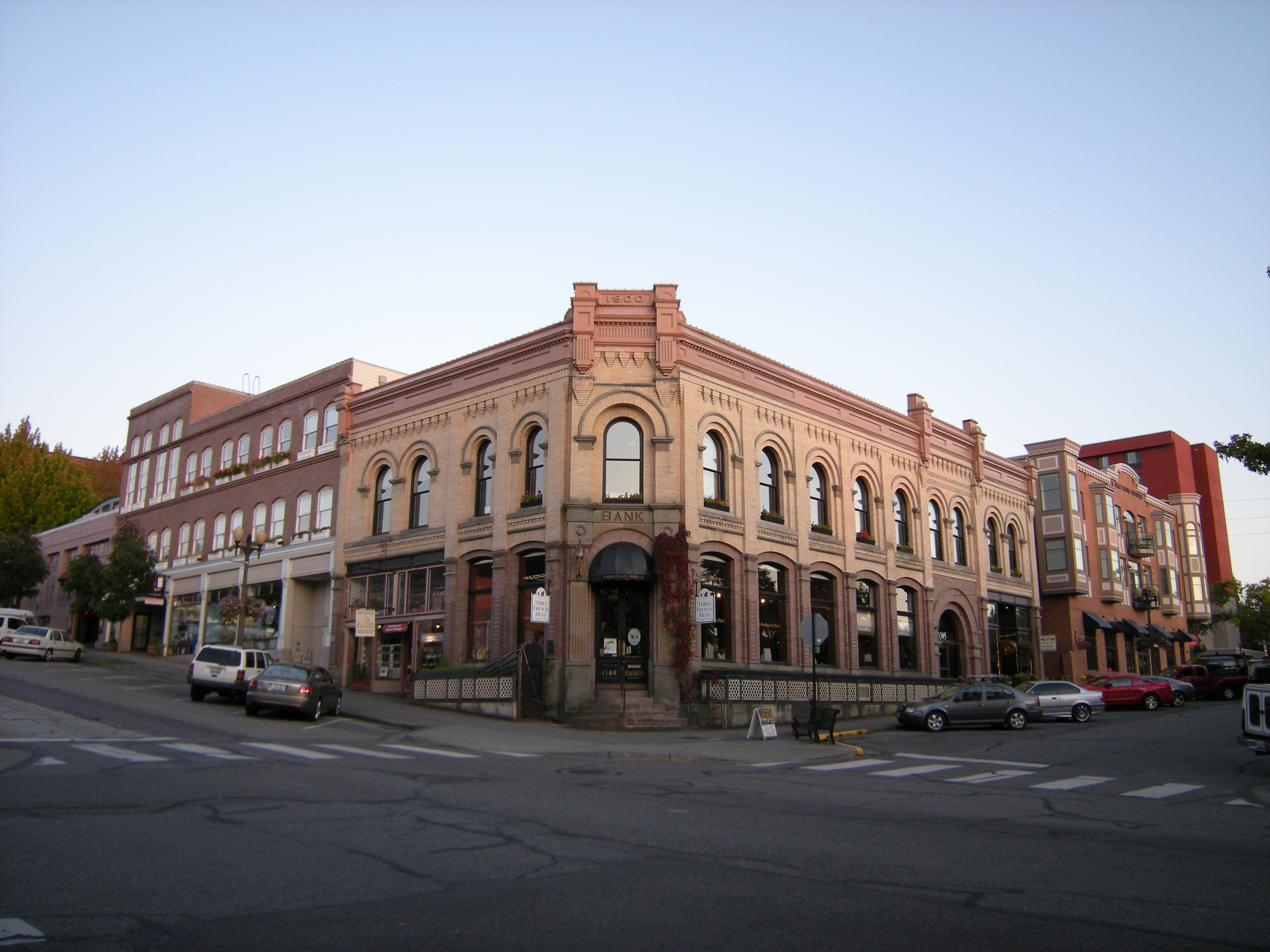
Старое здание банка в историческом районе Фэйрхэвен (1900)

Климат в городе влажный, похожий на близлежащие Сиэтл и Ванкувер. Зимой средняя температура колеблется от 0 °C до +5 °C, летом от +15 °C до +21 °C. Осадки часты (970 мм в год), в основном в виде дождя. Снег даже зимой выпадает редко и быстро тает.

## Культура

### События
- Ski to Sea Race — командная эстафета, состоящая из семи дисциплин: лыжные гонки, сноуборд, бег, шоссейная велогонка, каноэ (2 человека), маунтинбайк и каякинг. Участники стартуют на горнолыжном курорте у горы Бейкер, затем спускаются к морю и финишируют у залива Беллингхем. Впервые была организована в 1973 г. Комитетом промышленности и торговли округа Беллингхем/Уотком, её маршрут повторил трассу марафона 1911 г.
- Bellingham Bay Maraphon — полумарафон, проводимый в последнее воскресенье сентября, собирает более 3 тыс. спортсменов. Трасса этого бега с препятствиями начинается на Крыжовниковой Поляне (Gooseberry Point) в индейской резервации Лами и идет вдоль залива Беллингхем, в то время как на протяжении нескольких километров вдоль обрыва открываются морские и горные виды. Маршрут проходит через деревенские фермы, симпатичные окрестности, прибрежные зелёные зоны и достигает окончания залива, перед тем как поворачивает обратно к волнующему финишу в центре города. Организация марафона на 100% поддерживается некоммерческими молодежными организациями округа Вэтком.
- The Bellingham Highland Games & Scottish Festival проводится каждый год в парке Ховандер в городке Ферндейл в первые выходные июня. Это праздник шотландской культуры и традиций на открытом воздухе с играми, зрелищными спортивными соревнованиями, танцами, музыкой и пикниками[9].
- Местный колледж и рабочая группа по правам человека округа Уотком проводят в дни Мартина Лютера Кинга в январе ежегодную конференцию по правам человека. Она проходит в формате семинаров, лекций приглашённых ораторов, небольших аукционов и обедов, посвящённых главному вопросу прав человека, поднятому доктором Кингом. Проводится с 1998 г.[10]
- LinuxFestNorthwest[11] — бесплатная конференция по вопросам развития операционной системы Linux и других открытых для доступа и свободных проектов. Проводится в Техническом колледже Беллингхема в последние выходные апреля и собирает более тысячи специалистов по Linux с северо-запада США и западной Канады. С момента первой конференции в 2000 г. она стала одним из самых больших мероприятий такого рода.
- Международный День Мира отмечается в Беллингхеме ежегодно 21 сентября. Праздник был учрежден ООН как общемировое 24-часовое перемирие. Расположенный в Беллингхеме Центр Мира и Юстиции Уотком публикует календарь[12] будущих событий по темам отказа от насилия, разногласий в обществе и мира на планете.
- Фестиваль музыки в Беллингхеме[13] — ежегодный праздник оркестровых и камерных концертов, проводимый в июле, собирает североамериканские музыкальные коллективы.
- Bellingham Pride — гей-парад и фестиваль, проводимый ежегодно в июле для ЛГБТ и их друзей. Проходит в выходные в середине лета, шествие идет через даунтаун и заканчивается в торговом районе.
- The Bellingham Wig Out — праздник шуток и неофициальной встречи весны, проходит в пятницу перед Днём Поминовения. Включает в себя: Wig Walk — шествие носящих парики через бизнес-район даунтауна, Wig Competition — конкурсы от самого крошечного парика до лучшего парика ручной работы, и Wig Out Party — вечеринку, проходящую в различных местах этим же вечером. Участники Wig Out на следующий день принимают участие в параде Ski To Sea.
- The Bellingham Greek Festival проходит ежегодно в сентябре в выходные после Дня Рабочего в ортодоксальной греческой церкви Св.Софии.

### Местные достопримечательности

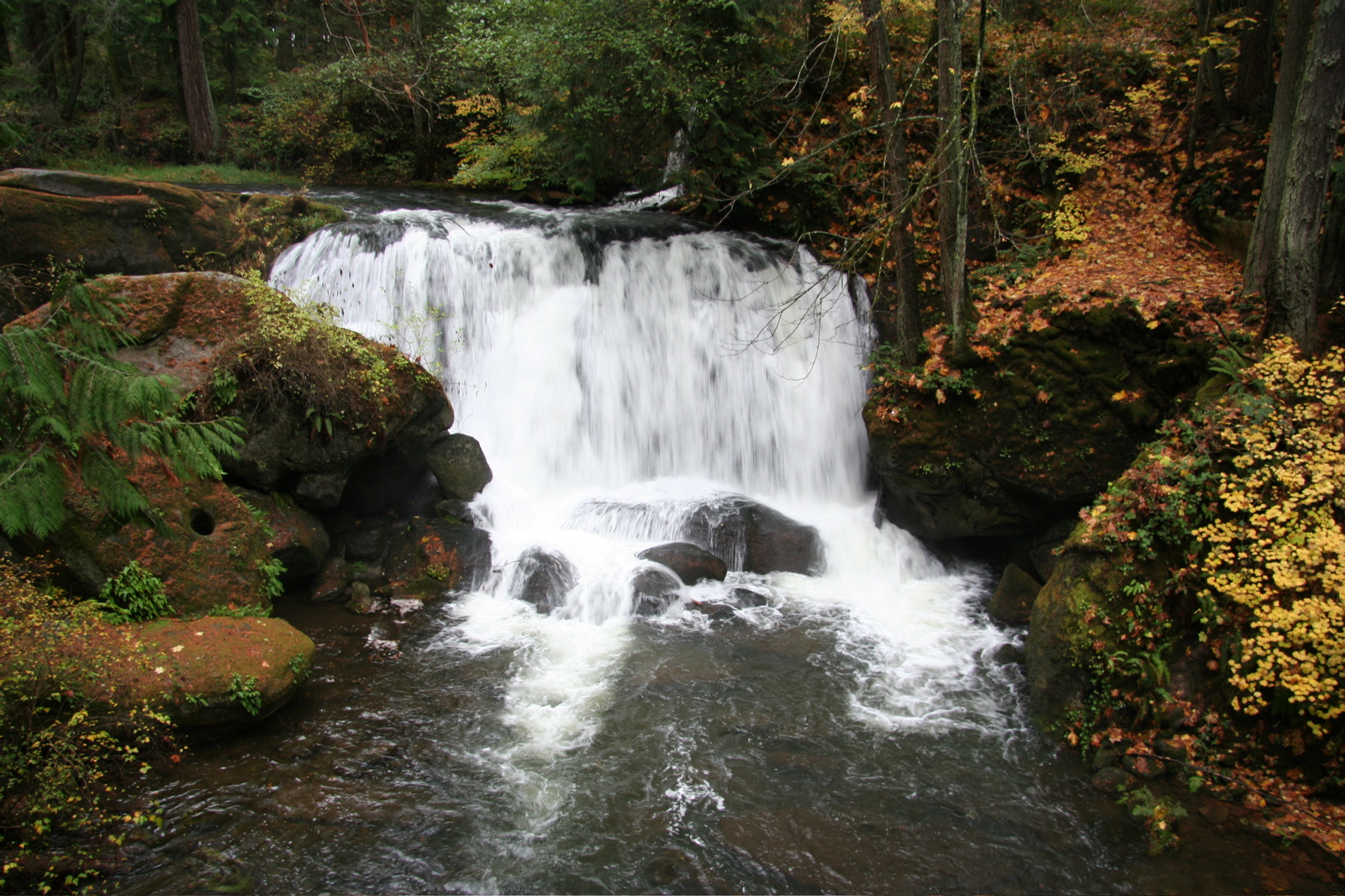
Верхние водопады в парке Whatcom Falls

Хотя Беллингхем меньше размером, чем недалеко расположенные большие города (Сиэтл, Ванкувер, Виктория), город и окружающий регион предлагают множество развлечений, популярных у жителей и гостей города. Музей истории и искусства Уотком спонсирует выставки живописи, скульптуры, местной истории и является активным участником ежемесячных городских Gallery Walks — пешеходных туров по историческим зданиям города, организует уроки истории и искусства для местных школ и взрослых групп и исторические круизы по заливу Беллингхем. Железнодорожный музей Беллингхема — это место, где можно поинтересоваться историей железных дорог в округе Уотком на обучающих экранах, а также моделями поездов и симулятором грузового поезда. Музей открытия электричества, ранее известный как американский музей радио и электричества (AMRE), предоставляет образовательные ресурсы по истории электроники и радиовещания. У AMRE есть собственная радиостанция малой мощности KMRE-LP 102.3 FM, в эфире которой транслируются много передач, популярных несколько десятилетий назад, а также местные новости. Mindport — неофициальный музей науки и искусства, иногда участвующий в Gallery Walks.
Живописная природа Беллингхема и округа Уотком высоко ценятся жителями и гостями этих мест. Парк Whatcom Falls — большой публичный парк (0.98 км2), окружённый тесниной Уотком Крик, располагается прямо напротив центра города. Он разделяет несколько различных пригородов Беллингхема и содержит четыре группы водопадов и несколько километров пешеходных маршрутов, а также является местом для совместных занятий на свежем воздухе. Популярные в теплое время года занятия — плавание, рыбалка и прогулки по многочисленным тропам. В 50 км к востоку от Беллингхема находится родное место для многих чемпионов мира по сноуборду — Mount Baker Ski Area, которое держит мировой рекорд по самому большому количеству выпавшего за сезон снега (зима 1998 — 1999 гг.). В большинстве сезонов толщина скопленного снега превышает 3,7 м.
К югу от Беллингхема можно отправиться в путь по маршруту Чуканут Драйв (дорога № 11 штата Вашингтон), с которого открываются отличные виды на море, острова Сан-Хуан и Олимпийские горы, холмы и леса гор Чуканут и несколько небольших живописных заливов вдоль побережья моря Селиш. В нескольких километрах от Беллингхема в южной части округа Уотком есть много мест, полюбившихся приверженцам отдохнуть на свежем воздухе. Некоторые из них: государственный парк Лэреби (пеший туризм), озеро Пэдден (плавание, рыбалка, гольф) и озеро Сэмиш. К востоку от города находится питающее Уотком Крик озеро Уотком, снабжающее окрестности водой. Между озерами Уотком и Пэдден находится Северная Обзорная гора (North Lookout Mountain), она же Galbraith Mountain, известная множеством отличных велосипедных троп.
В водах пролива Джорджия и Пагет Саунд возможно понаблюдать за китами. Некоторые стаи косаток заходят сюда из открытого океана, и семьи этих больших водных млекопитающих можно увидеть плавающими и охотящимися около местных заливов и островов.
Bellis Fair — главный шопинг-центр города, открыт в 1988 г.

## Спорт
| Клуб                     | Вид спорта          | Лига                                   | Стадион                        |
| ------------------------ | ------------------- | -------------------------------------- | ------------------------------ |
| Беллингхем Беллс         | Бейсбол             | West Coast Collegiate Baseball League  | Джо Мартин-филд                |
| Беллингхем Слэм          | Баскетбол           | Международная баскетбольная лига       | Whatcom Pavilion               |
| Беллингхем Роллер Беттис | Роллер-дерби        | WFTDA                                  | Беллингхем-спортплекс          |
| Беллингхем Буллдогс      | Американский футбол | Evergreen Football League (EFL)        | Сивик-филд                     |
| Чакхэнат Бэй Геодакс     | Регби-15            | Pacific Northwest Rugby Football Union | Bellingham Rugby & Polo Fields |
| Уотком Уорриорз          | Юношеский хоккей    | PCAHA & PNAHA                          | Беллингхем-спортплекс          |

## Знаменитые люди
- Кеннет Бьянки — маньяк, детство провёл в Беллингхеме.
- Хилари Суонк — известная актриса, выросла в Беллингхеме.

## Города-побратимы
- Порт-Стефенс, Новый Южный Уэльс, Австралия
- Пунта-Аренас, Чили
- Находка, Приморский край, Россия